# Oostbatterij
Fort Oostbatterij was onderdeel van de Stelling van Den Helder.
De eerste versie van Oostbatterij was een kustbatterij die in 1781 door de soldaten van het garnizoen van Helder werd aangelegd. Deze kustbatterij kreeg de naam Batterij aan den hoek van Barend Kribbing. De aanleg ervan hield verband met de aanleg van de oorlogshaven in het Nieuwediep. De batterij lag op het uitspringende gedeelte van de zeedijk tussen het dorp Helder en het Nieuwediep.
In 1793 kreeg de batterij de naam Prins Frederik maar na de oprichting van de Bataafse Republiek in 1795 werd zij hernoemd naar Kustbatterij Ondeelbaarheid. De bewapening bestond uit elf ijzeren 24 ponders op ordinaire affuiten en voorzien van twee kapluifels, ieder met twee kisten.
Bij het ontstaan van het Koninkrijk Holland werd de naam veranderd in Batterie de Côte l'Indivisible. Vervolgens werd de batterij opgeheven en in 1797 nieuw aangelegd. Ook werd nu westelijk van de batterij een retranchement aangelegd, dwars op de Zeedijk, de zuid-flank aangeleund aan een stuk drassig, uitgegraven terrein, waar nu het Helders Kanaal ligt.

## Bomvrij gebouw
Bij Souverein Besluit van 28 juli 1814 kreeg de kustbatterij zijn oorspronkelijke naam terug: Oostbatterij. Op een kaart uit 1817 is de batterij getekend in de vorm van een redoute. In 1826/27 werd de batterij vergraven bij de verbetering van de zeedijk en in 1832 opnieuw aangelegd. In 1875 werd het complex voorzien van een groot, bomvrij gebouw voor 1000 man, waarop de kustbatterij stond. In 1904 was de kustbatterij bewapend met 3 kanonnen van 24 cm ijzer en 3 kanonnen van 24 cm, lang 35.
Bij de mobilisatie in 1939 stonden boven op Fort Oostbatterij verouderde opstellingen van het Regiment Kust Artillerie (R.K.A.) dat buiten gebruik was gesteld. Het betrof 3 x 21 cm kustartillerie, dat vóór 10 mei 1940 werd verwijderd.
Tijdens de mobilisatie van de Tweede Wereldoorlog huisvestte het fort per 9 mei 1940 de Commandant van de Stelling Den Helder (C.Stg.H.), schout-bij-nacht Hoyte Jolles en zijn staf alsmede de chef landmacht. Tevens bevond er zich de verbindingscentrale.

## Gebombardeerd
Op 14 mei 1940, ‘s avonds om 20:15 uur, werd het fort en de omgeving gebombardeerd door 30 Duitse vliegtuigen, die het kennelijk hadden gemunt op de commandopost van C.Stg.H. Het bombardement duurde bijna vijf kwartier en kostte vier militairen en enkele burgers het leven. Het luchtafweergeschut kwam niet in actie, omdat men zich hield aan de wapenstilstand. Verder werd het fort gebombardeerd op 21 juni (2 bommen) en nog eens op 10 oktober 1940.
Na de Tweede Wereldoorlog werd de schade aan Fort Oostbatterij hersteld. Maar de ervaringen in de oorlog, met vooral de dreiging vanuit de lucht, zorgden ervoor dat de Helderse vestingwerken als achterhaald en waardeloos werden bestempeld.

## Opleidingsschool van de Marine
In 1949 werden de Helderse forten als vestingwerken opgeheven en nam de Koninklijke Marine Fort Oostbatterij en Fort Erfprins in gebruik als opleidingsscholen. Fort Kijkduin en Fort Westoever werden als opslagplaats voor munitie gebruikt.
In Fort Oostbatterij werd aanvankelijk de Artillerie Gevechts Informatie School gevestigd. In maart 1949 ving op deze ARGIS ook de eerste opleiding tot ND-officier in Nederland aan en eind augustus van 1949 betrad de eerste klas leerlingen Radio Afstand Peiler Plot (RAPP) de school aan de Kanaalweg. De artillerieschool verhuisde in 1951 naar het Fort Erfprins en daarop veranderde de naam ARGIS in NAVGIS (Navigatie Gevechts-Informatie School).
Bij Koninklijk Besluit van 1 november 1958 (Stbl. 503) werd Fort Oostbatterij als vestingwerk opgeheven.
De in de west-flank van Fort Oostbatterij gehuisveste interlokale telefooncentrale werd op 15 januari 1962 overgeplaatst naar Fort Harssens en tevens werd toen een aanvang gemaakt voor een interne verbouwing voor het verbindingscentrum, waardoor een doelmatiger indeling van de werkruimte werd verkregen.

## Gesloopt
Jarenlang waren de radarmasten van NAVGIS op Fort Oostbatterij een markant kenmerk van de skyline van Den Helder en was NAVGIS de bakermat van de Navigatie Gevechts-Informatie Dienst van de Koninklijke Marine. Maar in het midden van de jaren zeventig kwam daaraan een einde. Op 26 augustus 1976 ging de vlag op de NAVGIS voor de laatste maal neer. Die eer kwam toe aan de militair-werkman D.W. Ooms. De NAVGIS werd nadien geïntegreerd in de Operationele School te Den Helder.
Het vertrek van NAVGIS was echter ook de voorbode van het einde van Fort Oostbatterij. In 1977 werd het oude vestingwerk gesloopt omdat de zeedijk op deltahoogte moest worden gebracht. Nu staan op het voormalige voorterrein van Fort Oostbatterij een aantal flats. Op de zeedijk waarin Oostbatterij ooit deels was ingegraven bevindt zich op de plaats waar de kustbatterij heeft gelegen een uitkijkpunt met zicht op het Marsdiep.